# Manuel Guasp i Pujol
Manuel Guasp i Pujol (Palma, Mallorca, 1849 – 1924) fou un advocat i polític mallorquí, batle de Palma i diputat a les Corts Espanyoles durant la restauració borbònica.

## Biografia
Membre del Partit Conservador i devot d'Antoni Maura i Montaner, en fou el cap a Mallorca des del 1914 fins a la seva mort. També va col·laborar amb Manuel Milà i Fontanals en el seu Romancerillo catalán i les transcripcions de fonètica balear. Fou diputat provincial de 1879 a 1890, batle de Palma de 1887 a 1891 i diputat pel districte de Palma a les eleccions generals espanyoles de 1893. El 1916 fou membre de la Comissió Foral de Mallorca designada per la Diputació i encarregada de redactar la regulació de les institucions jurídiques especials mallorquines en el Codi Civil espanyol, però va votar en contra de la conservació del codi foral mallorquí, llevat del règim matrimonial de separació de béns.